# Wakisaka Yasuharu
Wakizaka Yasuharu ou Wakisaka Yasuharu (脇坂 安治, né en 1554 et mort le 26 septembre 1626) est un daimyo (seigneur féodal) de l'île d'Awaji durant l'époque Sengoku.
Après la bataille de Shizugatake en 1583, Wakisaka est devenu l'une des sept lances de Shizugatake, c'est-à-dire l'un des généraux les plus proches de Toyotomi Hideyoshi.

## Biographie
Wakisaka est d'abord au service d'Akechi Mitsuhide, un vassal d'Oda Nobunaga. En 1581, il fait partie de ceux qui dirigent les troupes de Nobunaga au siège de Hijiyama. L'année suivante, Akechi trahit Oda Nobunaga, usurpe son pouvoir et s'empare de ses terres, mais est vaincu deux semaines plus tard à la bataille de Yamazaki.
Puis Wakisaka rejoint le vainqueur, Hashiba Hideyoshi, devenu une figure bien en vue comme obligé d'Oda Nobunaga. À la suite de la bataille de Shizugatake en 1583, Wakisaka intègre le groupe connu sous le nom shichi-hon-yari (七本槍), ou « sept lances de Shizugatake ». Ces sept seront parmi les généraux les plus fiables de Hideyoshi, en particulier dans le combat naval. Wakisaka obtient le fief de île d'Awaji, d'une valeur de 30 000 koku, en 1585. Il est ensuite nommé commandant d'une partie de la flotte de Hideyoshi et prend part aux campagnes de celui-ci en 1587 dans le Kyūshū, au siège d'Odawara de 1590 et aux invasions de Corée de 1592 à 1598.
Wakisaka est à la tête de 1 500 soldats et débarque sur la péninsule Coréenne. Il participe dans l'armée et la marine en divers endroits de la péninsule coréenne. Sa récompense dans cette guerre est une augmentation du territoire de 3 000 koku.
Lors de la désastreuse invasion de Corée, Yasuharu subit défaite sur défaite face à l'amiral Yi Sun-sin et à la marine coréenne, notamment à la bataille de Hansando où il perd toute sa flotte et près de 10 000 soldats. Il rencontre à nouveau l'amiral Yi lors de nombreuses autres batailles dont la bataille de Myong-Yang, où sa force de 133 navires de guerre et 200 autres petits navires est anéantie par la flotte de 13 navires de Yi, et la bataille de Noryang. Il perd toutes ses rencontres ultérieures avec l'amiral Yi.
En 1600, Wakisaka est sur le point de se ranger du côté de Tokugawa Ieyasu mais est contraint de s'opposer à lui et de prendre le parti d'Ishida Mitsunari parce que Mitsunari soulève l'armée de Wakisaka lors de son séjour à Osaka. Le 21 octobre, au cours de la décisive bataille de Sekigahara, Wakisaka change de camp ainsi que Kobayakawa Hideaki. Il défait les forces d'Ōtani Yoshitsugu et contribue à la victoire de Tokugawa. Après la bataille, ce dernier permet à Wakisaka de continuer à gouverner son domaine d'Awaji.
Dans les années qui suivent, il reçoit un autre han à Ōzu, province d'Iyo, d'une valeur de 53 000 koku. À sa mort, son fils Wakisaka Yasumoto lui succède à la tête de la maison.

## Dans la culture populaire
La figure de l'amiral Wakisaka Yasuharu a inspiré dans le film sud-coréen Hansan : La Bataille du dragon (한산: 용의 출현, 2022) de Kim Han-min.

## Source de la traduction
- (en) Cet article est partiellement ou en totalité issu de l’article de Wikipédia en anglais intitulé «  » (voir la liste des auteurs).